# ناحیه جنتیلی، شهرستان پولک، مینه سوتا
ناحیه جنتیلی (به انگلیسی: Gentilly Township) یک منطقهٔ مسکونی در ایالات متحده آمریکا است که در شهرستان پولک، مینه‌سوتا واقع شده‌است.
 ناحیه جنتیلی ۸۲٫۹ کیلومتر مربع مساحت و ۳۱۹ نفر جمعیت دارد و ۲۹۲ متر بالاتر از سطح دریا واقع شده‌است.